# Paride del Pozzo

De re militari, 1543

Paride del Pozzo (detto il Puteo, in latino Paris de Puteo) (Pimonte, 1410 – Napoli, 1493) è stato un giurista italiano.

## Biografia
Nato a Pimonte nel Ducato di Amalfi, da una famiglia di origine piemontese , si trasferì presto a Napoli dove iniziò i suoi studi giuridici che proseguì anche in altre università . Tornato a Napoli, fu al servizio di Re Alfonso e ottenne vari incarichi nel Regno di Napoli: auditore generale, e inquisitore generale di tutto il regno.
Godette di grande fama, che travalicò i confini del Regno di Napoli, e ci ha lasciato numerose opere di carattere giuridico. Alessandro Manzoni lo ricorda come oppositore della tortura.
Secondo il Tiraboschi, alla famiglia di Paride Del Pozzo appartenne Jacopo Del Pozzo che fu professore all'Università di Ferrara, e dal 1423 al 1453 in quella di Pavia. 

## Opere
- Solennis et utilis tractatus de re militari: vbi est tota materia duelli et singularis certaminis nouiter compilatus per excellentissimum iurisconsultum D. Paridem de puteo. In quo est tractatus de nobilitate: et qui proprie appellandus sit nobilis. Additus est de eadem materia tractatus Io. de lignano: et domini Bartholomei Cepole de imperatore eligendo ut quicquid super hoc disputatum et decisum fuit per doctores cumulatissime in hoc uolumine haberetur, Impressum Mediolani : apud Alexandrum Minutianum : impensis Ioannis Iacobi et fratrum de legnano, anno domini 1509 die 22.
- (LA) De re militari, Lyon, Benoît Bonyn, 1543.
- Con Giovanni Battista Ziletti, Paridis de Puteo... Tractatus, super reassumptione instrumentorum. Recens editus cum summariis elegantissimis, & repertoriis. Per Joan. Bapt. Ziletum Venetum editis, apud Joannem Andream Valuassorem, Venetiis 1572
- Tractatus de formatione libelli in syndicatu quamplurium auctorum, nempe Baldi de Perusio, Angeli de Perusio, Cataldini de Boncompagnis, Amedei Iustini, Paridis de Puteo, et Augustini Dulceti Veronensis. Qui antea sparsim vagabantur, noue vero a D. Gabriele Sarayna, I.C. Veronensi in vnum congesti. Quorum locupletissimum, tum rerum, tum verborum memorabilium indicem adiecimus, Venetiis, 1576